# Одноразовая вечность
«Одноразовая вечность» (укр. Одноразова вічність) — мультипликационный фильм для взрослых. Герои фильма с лёгкостью принимают неизбежность — «одноразовость» своей неповторимой жизни, своего неповторимого времени.

## Содержание
Сборник короткометражных историй, основанных на жизненных ситуациях, с помощью юмора раскрывающих характерные для некоторых людей черты:
- «Бумеранг» (украинская народная дума)
- «Капля» (австралийская народная дума)
- «Нищий» (гонолульская народная дума)
- «Северный полюс» (чукотская народная дума)
- «Южный полюс» (международная народная дума)
- «Гроза» (бермудская народная дума)
- «Казак Мамай» (турецкий народный кошмар XVII века)
- «Рыцарская народная дума»
- «Бедуинская народная дума». Некоторые персонажи методично совершая раз за разом одинаковые действия пытаются добиться другого результата. Что интересно, кому-то это даже удается. Дополнением служат неожиданные повороты сюжетных линий и яркость образов.

## Создатели
| режиссёр             | Михаил Ильенко    |
| сценарист            | Михаил Ильенко    |
| художник-постановщик | Роман Адамович    |
| оператор             | Анатолий Гаврилов |
| композитор           | Владимир Губа     |
| звукооператоры       | Вячеслав Ященко   |

## Фестивали и награды
- 2002 — МКФ «КРОК»: приз телеканала «Студия 1+1» (Украина).[1]